# 泥漿
泥漿（でいしょう）は、スラリー (slurry) やスライムとも呼ばれ、液体中に鉱物や汚泥など固体微粒子が均一に分散して混ざっている混合物のこと。粘性の強いドロドロとした泥状、ペースト状流動物である懸濁（けんだく）状のものを指し、固体と液体の両方の性質を併せ持っている。

## 概要
泥漿またはスラリーは、主に工業分野で用いられる言葉で、製造業や土木分野で多く使われている。泥漿の"漿"の字は重湯（おもゆ）を指しており、重湯のような「液体に粒子が混ざり込んだ懸濁体」をこのように表している。一般的な濃度は濃厚であり、重湯のように稀薄ではない。ただ、土質工学のスラリーだけは含水率がかなり高い液体を指しており、本当にサラサラとした液体を表している。なお、生コン・モルタルも泥漿の一種といえるが、これらは一般的には泥漿とされずに、区別されて認識されている。

## 特徴

### 液体中に固体粒子が分散
液体（多くの場合水）中に、砂、セメント、鉱物、タンパク質などの固体粒子が均一に分散している。

### 流動性
スラリーは液体のように流動性があり、管やパイプを通して輸送することが可能である。

### 取り扱いの容易さ
固体粒子をそのまま扱うよりも、泥漿化することで、取り扱い、輸送、加工が容易になる。
泥漿は流動体であるため、型などに流し込んで液体分を取り除けば思い通りに成型することができる。このため衛生陶器など、複雑な形状の陶器をつくるための鋳込みに用いられる。

## 用途

### 食品・化学・医薬品
食品・化学薬品・医薬品の製造、輸送。

### 半導体製造
半導体製造工程において、シリコン基板上に形成された半導体皮膜の表面を研磨するCMP（chemical mechanical polishing、化学機械研磨）で使用する、砥粒を研磨液に分散させた研磨液。

### 建築、土木
セメント製造における、石灰石や粘土を水と混ぜて粉砕した泥状物。フライアッシュにセメントなどを添加し、水と混合して土木材料。土木工事:埋め立て、充填、裏込注入など。
ボーリング掘削、トンネルのシールド工法掘削、地中連続壁掘削は粘土の泥漿を利用することで可能になる。

### 鉱業
鉱石の精製工程で、鉱石を水と混ぜて細かく粉砕することで精製、輸送が容易になる。